# Matilde Díez
Pour les articles homonymes, voir Diez.
Matilde Díez, née à Madrid le 20 février 1818 et morte dans cette même ville le 16 janvier 1883, est une actrice de théâtre espagnole.

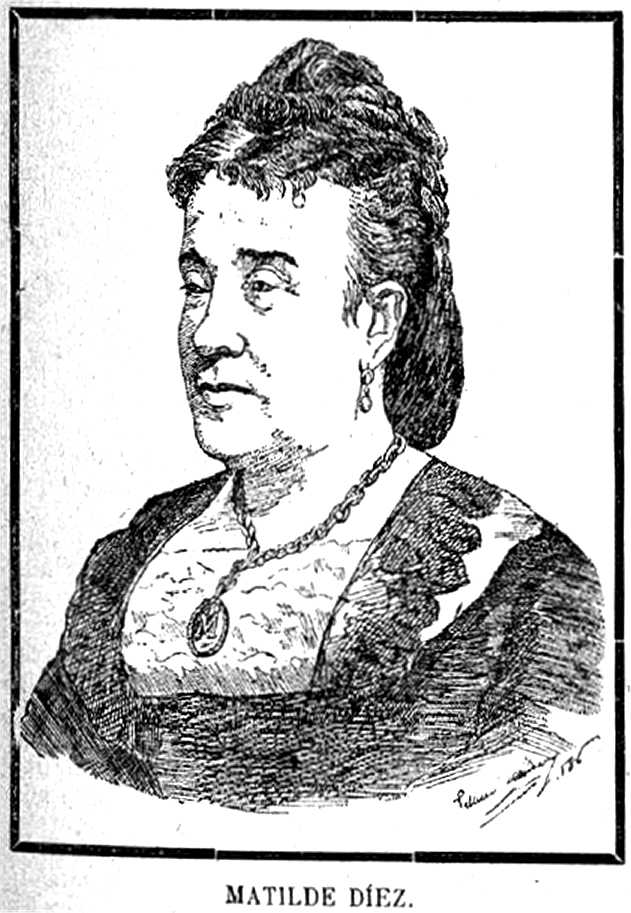
Portrait de Matilde Díez (1886).

## Biographie
Après avoir interprété à l'âge de douze ans L'orpheline de Bruxelles au Théâtre de Cadix, elle est recrutée par le directeur de théâtre français Jean-Marie de Grimaldi à Madrid pour la pièce Clotilde de Frédéric Soulié.
En 1836, elle épouse l'acteur Julián Romea.

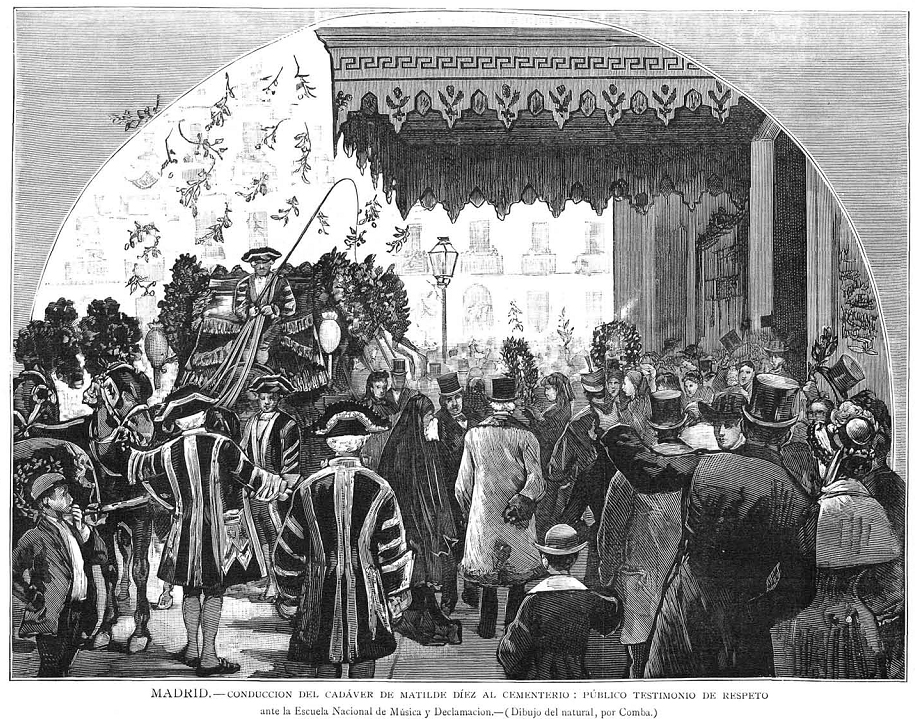
La dépouille de Matilde Díez à la Sacramental de San Lorenzo y San José, œuvre de Juan Comba publiée dans La Ilustración Española y Americana.

Avec lui, elle joue notamment des drames de William Shakespeare, comme Macbeth en 1838 au Teatro del Principe (actuel Teatro Español) de Madrid.
Consacrée comme l'une des plus importantes comédiennes espagnoles de son époque, elle joue dans des dizaines de pièces, comme Catalina Howard ou Les amants de Teruel. 
Elle obtient également un grand succès au Mexique et à Cuba.
Décédée en 1883 dans la capitale espagnole, sa sépulture est située à la Sacramental de San Lorenzo y San José, à Madrid.